# Methioides
Methioides is een kevergeslacht uit de familie van de boktorren (Cerambycidae). De wetenschappelijke naam van het geslacht werd voor het eerst geldig gepubliceerd in 1967 door Chemsak & Linsley.

## Soorten
Methioides is monotypisch en omvat slechts de volgende soort:
- Methioides cicatricosa Chemsak & Linsley, 1967